# R: Racing Evolution
R: Racing Evolution – konsolowa gra wyścigowa wyprodukowana przez japońską firmę Namco. Gra została wydana 27 listopada 2003 roku w Japonii przez Electronic Arts na konsole PlayStation 2, Xbox oraz GameCube.

## Rozgrywka
R: Racing Evolution jest grą wyścigową. Znalazły się w niej licencjonowane pojazdy m.in. Chevrolet Corvette C5-R, Honda NSX, McLaren F1, Toyota Supra i Lotus Elise, które mogą być modyfikowane przez gracza. W grze znajdują się zarówno trasy fikcyjne, jak i realne. Po zwycięstwie w wyścigu gracz otrzymuje specjalne punkty premiowe, dzięki którym może odblokować dodatkowe opcje. Gra zawiera pięć trybów gry: Racing Life (tryb fabularny), VS (pojedynek), Time Attack (wyścig z czasem), Arcade (gra zręcznościowa) i Event Challenge (uczestniczenie w wielu konkurencjach).
W grze zastosowano innowacyjny system sztucznej inteligencji oraz wewnętrzną komunikację radiową.